# Freudenberg (Badenia-Wirtembergia)

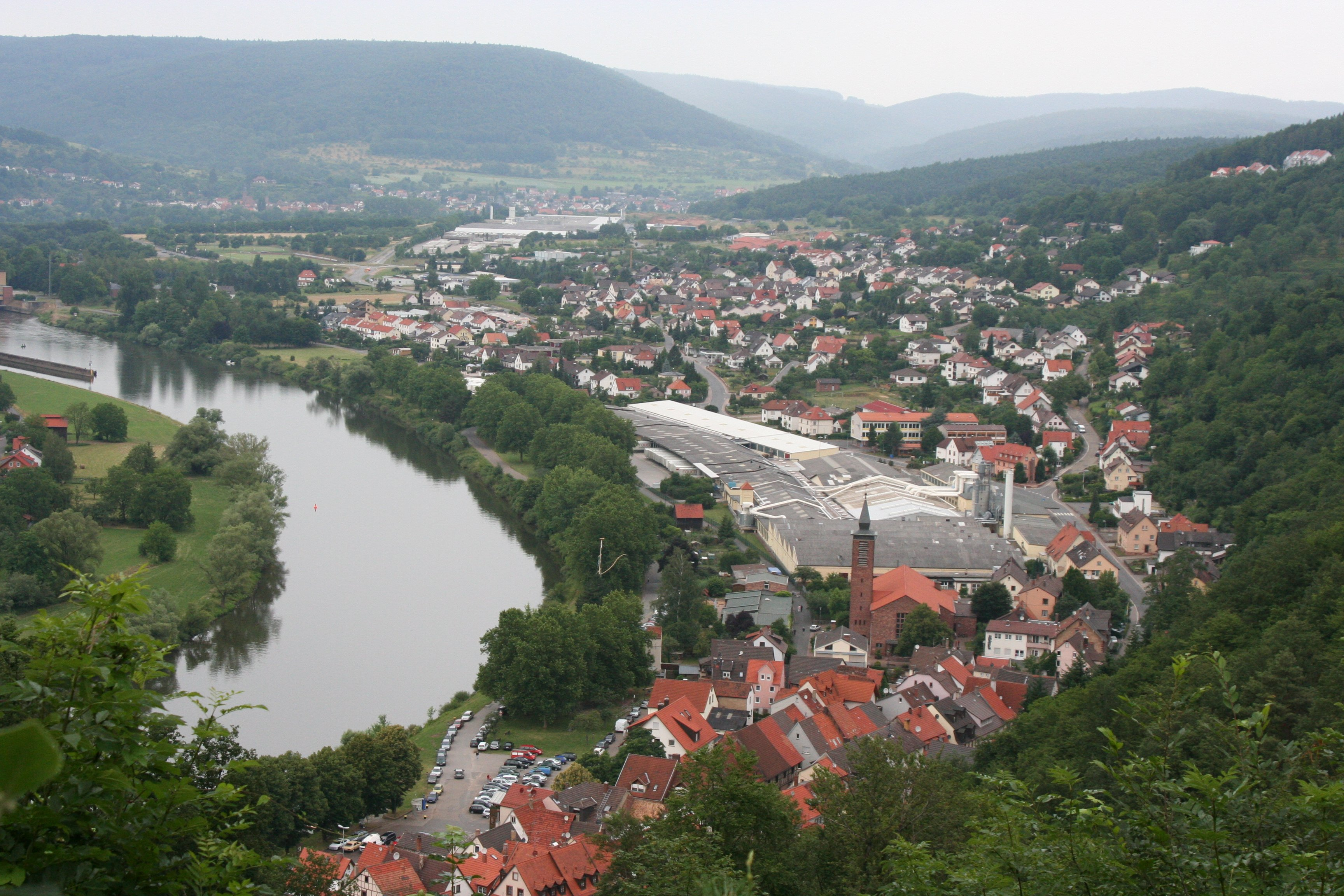
Panorama miasta

Freudenberg – miasto w Niemczech, w kraju związkowym Badenia-Wirtembergia, w rejencji Stuttgart, w regionie Heilbronn-Franken, w powiecie Main-Tauber. Leży nad Menem, ok. 30 km na północny zachód od Tauberbischofsheim, przy linii kolejowej Aschaffenburg–Crailsheim.